# Toxorhina (Ceratocheilus) infuscula
Toxorhina (Ceratocheilus) infuscula is een tweevleugelige uit de familie steltmuggen (Limoniidae). De soort komt voor in het Australaziatisch gebied.